# Vesicularia sigmangia
Vesicularia sigmangia är en bladmossart som beskrevs av Brotherus 1908. Vesicularia sigmangia ingår i släktet Vesicularia och familjen Hypnaceae. Inga underarter finns listade i Catalogue of Life.